# Lindomar Rocha Mota
Lindomar Rocha Mota (Arataca, 20 de novembro de 1971) é um bispo católico brasileiro. É o quarto bispo diocesano de São Luís de Montes Belos.. É escritor de teologia, filosofia, direito e política, com livros publicados na área. É de sua autoria o livro A tolerância como a primeira virtude da democracia. A relação entre juízo reflexivo e história em Kant, Crer e saber no criticismos kantiano, "teologia e cultura: memórias e perspectivas, entre outros.[carece de fontes?]

## Formação

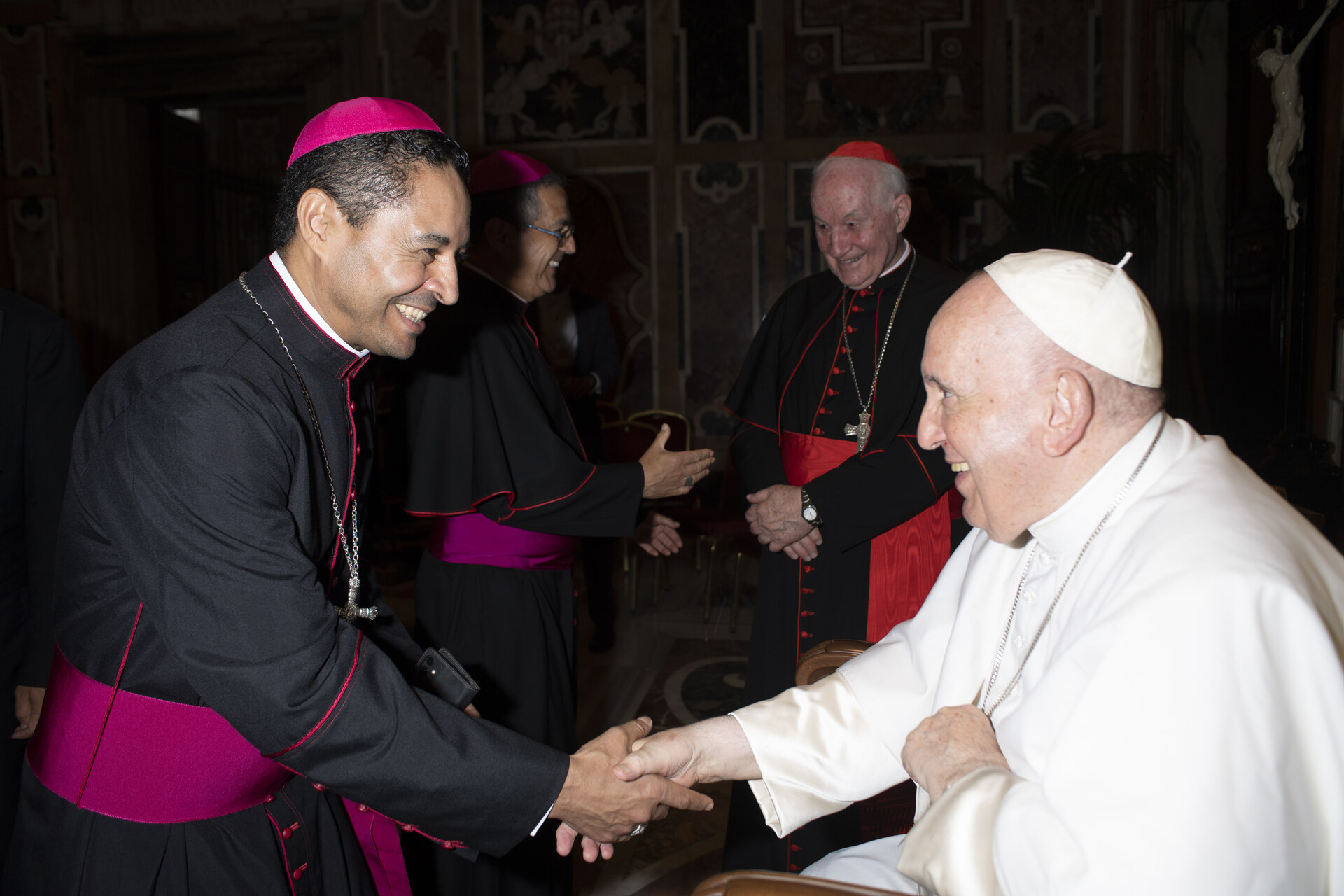
Dom Lindomar Rocha Mota em 2020

Dom Lindomar Rocha Mota nasceu em Arataca em 1971, filho de Josué Rocha e Vitória Farias. Cursou filosofia no ITI e teologia no Seminário Arquidiocesano de Diamantina e Ateneu Pontifício Regina Apostolorum. Foi ordenado sacerdote em 1998, por Dom Paulo Lopes de Faria. O sacerdote possui mestrado em teologia, pelo Teresianum de Roma com a dissertação: Ensaio de teologia Sobrenatural em Henri de Lubac e também conseguiu o mestrado em história da filosofia antiga, com a dissertação: As categorias do conhecimento em Aristóteles e Kant, na Pontifícia Universidade Gregoriana,  onde também obteve o doutorado em filosofia moderna, com a Tese: A relação entre juízo reflexivo e história em Kant".   O bispo também é pós-doutor em Democracia e direitos humanos, obtido  pelo Ius Gentium Conimbrigae de Coimbra, com o livro: A tolerância como a primeira virtude da democracia.[carece de fontes?]

## Episcopado

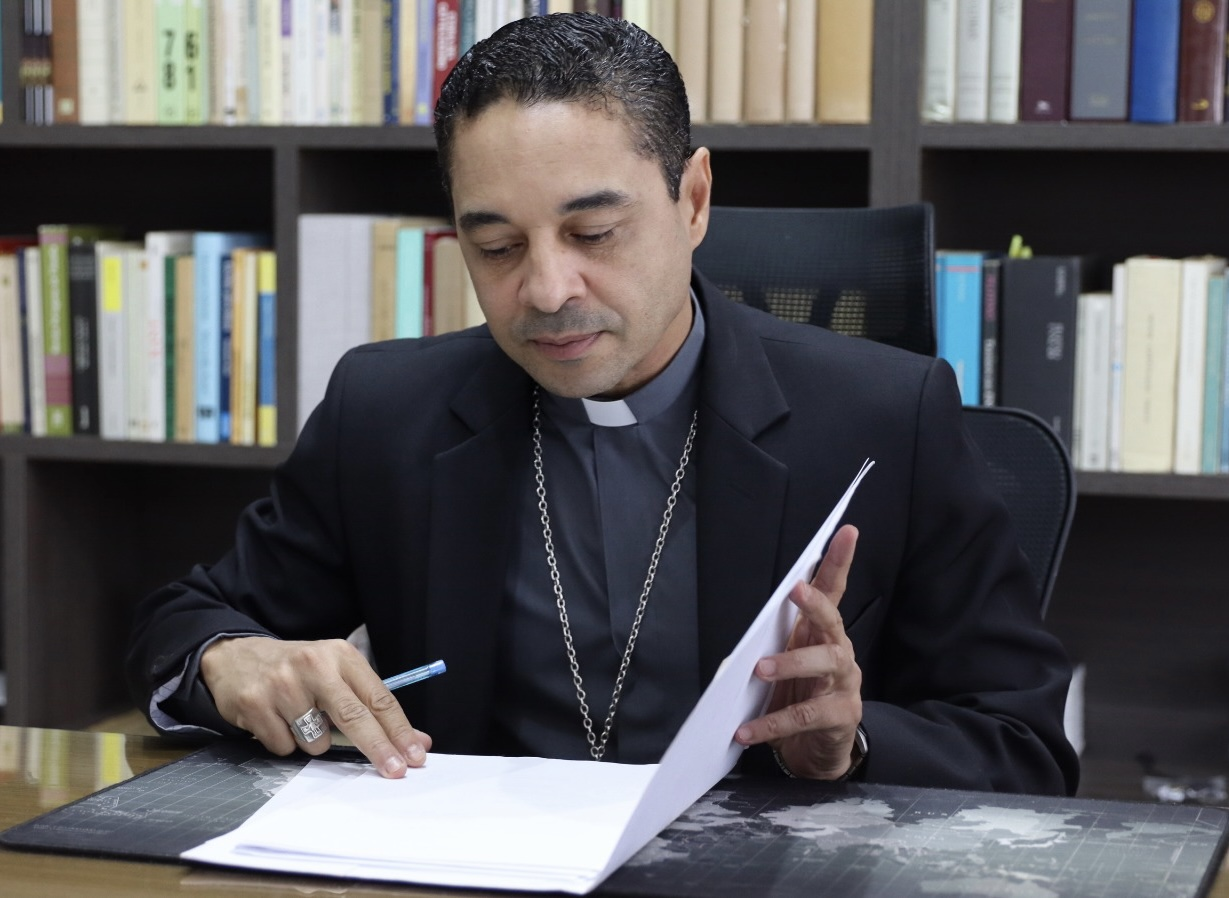
Dom Lindomar Rocha

Foi nomeado bispo para a Diocese de São Luís de Montes Belos, em 22 de janeiro de 2020. Recebeu a ordenação episcopal na Basílica de São Geraldo em Curvelo, sendo o ordenante principal Dom Darci José Nicioli, C.Ss.R., e os Coordenantes: Dom Walmor Oliveira de Azevedo e Dom José Francisco Rezende Dias, no dia 14 de março de 2020; e tomou posse daquela diocese dia 16 de maio daquele mesmo ano. Seu lema episcopal: “Gratia et Pax Multiplicetur - "Graça e paz abundantemente" 2 Pd 1,2. Atualmente é responsável no Regional Centro Oeste da CNBB, pelos Seminários e Institutos OSIB, pelo acompanhamento dos diáconos permanentes e referencial para a relação dos religiosos CRB-regional com os bispos. 

## Publicações

### Livros
1. MOTA, L. R.; J.I Lopes . Crer e saber no criticismo de Kant: O sentido da religião moral e a expansão do conhecimento. 1. ed. Paracatú: CENBEC/FINOM, 2019.
2. MOTA, L. R.; A tolerância como a primeira virtude da democracia. 1. ed. Curvelo: FacEditora, 2018.
3. MOTA, L. R.; Madeira, D.C (Org.) ; Leite, J (Org.) ; José Boanerges Meira (Org.) ; Vilela, A (Org.) ; Costa, J.F (Org.) . Temas Contemporâneos de Direito - Brasil Portugal. 1. ed. Belo Horizonte: Arraes, 2013.
4. MOTA, L. R.; José Carlo Aguiar de Souza (Org.) ; Pedro de Assis Ribeiro (Org.) . Religião e Cultura - Memórias e perspectivas. 1. ed. Belo Horizonte: Editora PUCMINAS, 2012.
5. MOTA, L. R.; José Boanerges Meira (Org.) . Teoria do direito e conflitos jurídicos. Belo Horizonte: O Lutador, 2011.
6. MOTA, L. R.; Dadeus Grings ; Walmor Oliveira de Azevedo ; Filippo Santoro ; Sérgio da Rocha ; Benedito Beni dos Santos ; João Justino de Medeiros . Sou católico - vivo a minha fé. 1a.. ed. Brasília: Edições CNBB, 2007.
7. MOTA, L. R.. Relação entre juízo reflexivo e história em Kant. Roma: Gregoriana, 2003.
8. MOTA, L.R. A justiça como virtude política. In: Alexandra Vilela Inês; Fernandes Godinho; Jorge Leite; José Boanerges Meira. (Org.). As novas fronteiras do direito. 1ed.Porto: Edições Universitárias Lusófonas, 2018, v. , p. 13-28.
9. MOTA, L.R.  A fundação racional e transcendental do direito kantiano. In: Mota, L.R; Vilela, A; Leite, J; Meira, J.B; Costa, J.F. (Org.). Temas contemporâneos de direito - Brasil Portugal. 1ed.Belo Horizonte: Arraes, 2013, v. 1, p. 121-138.
10. MOTA, L.R.  A cultura e suas teias. In: Mota, Lindomar Rocha; Souza, José Carlos Aguiar de; Oliveira, Pedro A. Ribeiro de. (Org.). Religião e Cultura - Memórias e perspectivas. 1ed.Belo Horizonte: PUCMINAS, 2012, v. 1, p. 15-34.
11. MOTA, L.R. O estatuto epistemológico das ciências da religião. In: Schaper, V.G; Westheller, V; Oliveira KL; Gross, E. (Org.). Deuses e Ciência na América Latina. 1ed.São Leopoldo: OIKOS/EST, 2012, v. 1, p. 320-330.
12. MOTA, L.R. O direito e o problema da justiça: apontamentos de filosofia do direito. In: Lindomar Rocha Mota, José Boanerges Meira. (Org.). Teoria do Direito e Conflitos Jurídicos. Belo Horizonte: O lutador, 2011, v. 1, p. 14-30.
13. MOTA, L.R. A identidade da técnica e o controle do mundo. In: Pedro A. ribeiro de Oliveira e José Carlos Aguiar de Souza. (Org.). Consciência planetária e religião - desafios para o século XXI. 1ed.são Paulo - Belo Horizonte: Paulinas / PUC Minas, 2009, v. , p. 123-140.
14. MOTA, L.R. A crise contemporânea da teologia no Brasil. In: V.G. Schaper; K.L de Oliveira; I.A.Reblin. (Org.). A teologia contemporânea na América Latina e no Caribe. 1ed.São Leopoldo: OIKOS, EST, 2008, v. , p. 23-34.
15. MOTA, L.R. O juízo reflexivo e a fundação crítica da filosofia da história e da religião em Kant. In: SANTOS, A. C... (Org.). História, Pensamento e Ação. 1a.ed.São Cristovão: EDUFSE, 2006, v. , p. 279-290.